# Tour de Brandebourg
Le Tour de Brandebourg (Brandenburg-Rundfahrt en allemand) est une course cycliste par étapes disputée dans l'État de Brandebourg, en Allemagne. Créée en 2001, l'épreuve est inscrite au calendrier UCI en catégorie 2.5. La course n'est pas organisée entre 2004 et 2006, mais réapparaît en 2007 au niveau national. Elle disparaît en 2008.

## Palmarès
| Année     | Vainqueur          | Deuxième         | Troisième       |
| --------- | ------------------ | ---------------- | --------------- |
| 2001      | Christian Lademann | Timo Scholz      | Gustav Larsson  |
| 2002      | Timo Scholz        | Christian Müller | Mark Fitzgerald |
| 2003      | Jean Nuttli        | Luke Roberts     | Martin Müller   |
| 2004-2006 | Non-disputé        |                  |                 |
| 2007      | Roger Kluge        | Christian Kux    | Jörg Lehmann    |
| 2008      | Roger Kluge        | Marcel Kittel    | John Degenkolb  |